# Площадь эллипса рассеяния метеорита

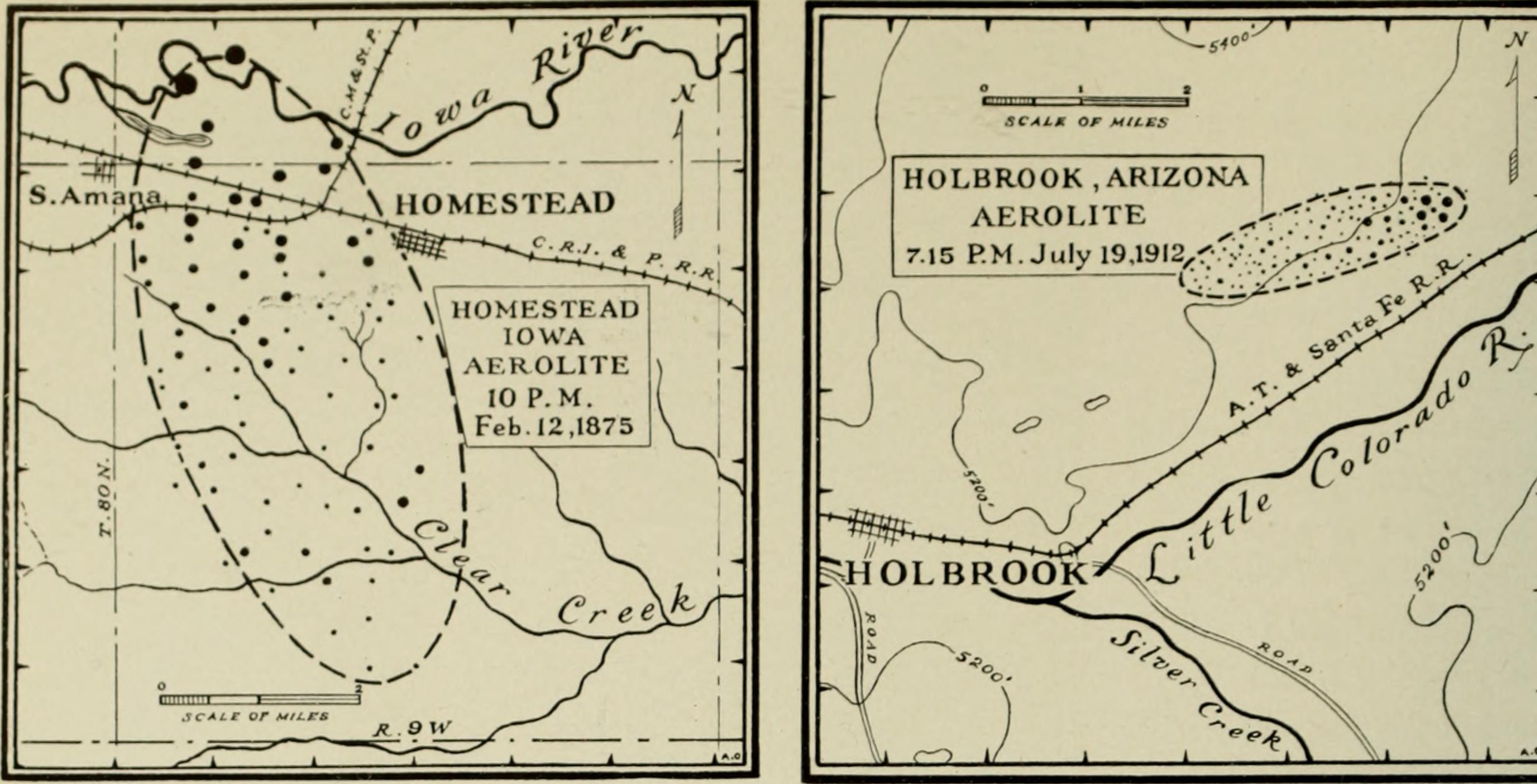
Эллипсы рассеяния

Площадь эллипса рассеяния метеорита — территория, по которой разлетаются метеоритные осколки, образованные в результате падения метеорита. Термин также употребляется для обозначения поля распределения тектитов, которые образуются в результате столкновения с земной поверхностью крупных метеоритов.

## Образование
Существует два механизма образования эллипса рассеяния:
- Раздробление в воздухе. Когда большой, имеющий неправильную форму, метеороид входит в атмосферу, он часто из-за неравномерной нагрузки вследствие неравномерных усилий, создаваемых завихрениями воздуха, дробится на части до момента достижения поверхности земли. Раскалывание метеорных тел в воздухе на десятки, сотни и даже тысячи фрагментов представляет обычное явление; осколки разлетаются, подобно осколкам разорвавшегося в воздухе артиллерийского снаряда, по площади некоторого эллипса рассеяния (овала)[2]. Направление этого овала определяется направлением полёта метеороида. Если происходит несколько взрывов в воздухе, то площадь их рассеивания может образовываться взаимно пересекающимися овалами.
- Раздробление при столкновении с поверхностью земли. В этом случае форма площади рассеяния обычно более округлая.

## Распределение осколков
В случае раздробления в воздухе, меньшие обломки обычно падают быстрее и поэтому обнаруживаются в начале эллипса и в наибольшем удалении от полуоси эллипса, тогда как более крупные фрагменты находятся в конце эллипса. Исходя из распределения масс метеоритов и формы эллипса рассеяния, могут быть приблизительно восстановлены направление и угол входа метеороида.